# ハイレ・セラシエ1世

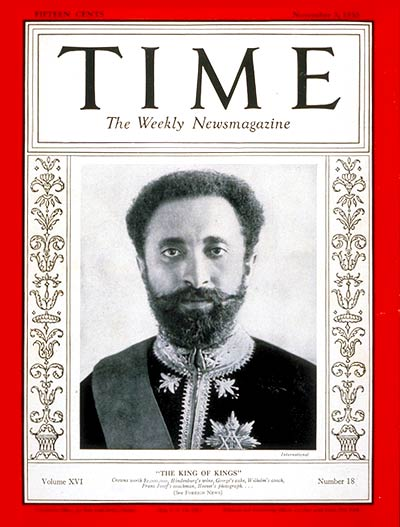
1930年のタイムの表紙

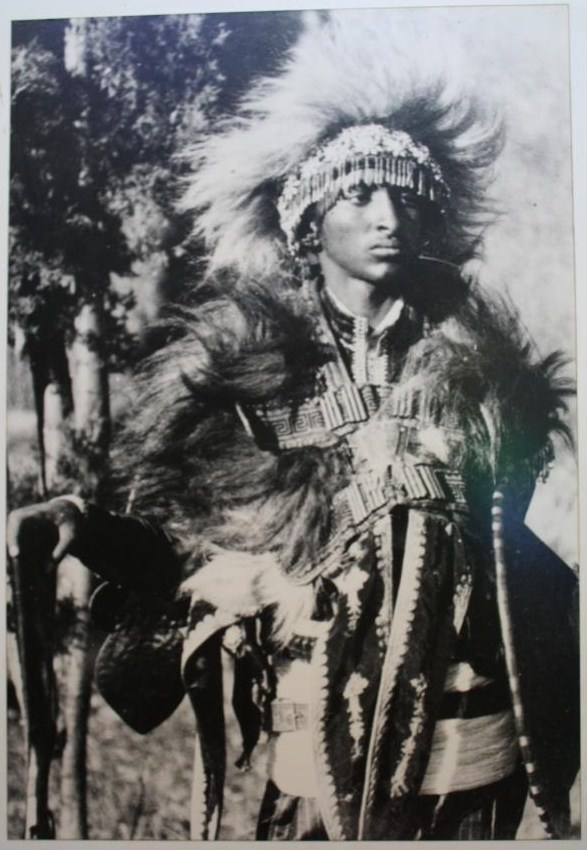
伝統的な戦士の服を着たハイレ・セラシエ1世

ハイレ・セラシエ1世（アムハラ語:ቀዳማዊ፡ኃይለ፡ሥላሴ, ラテン文字転写:Haile Selassie I, 1892年7月23日 - 1975年8月27日）は、エチオピア帝国最後の皇帝（在位：1930年11月2日（戴冠式が行われた月日） - 1974年9月12日）。アフリカ統一機構初代議長。

## 生涯

### 幼年期
エチオピア南部のショア地方の貴族の子として生まれる。血縁上はアドワの戦いで名を馳せた英雄メネリク2世の従兄弟の子にあたり、古代イスラエルのソロモン王とシバの女王の間に生まれたメネリク1世の子孫であることを主張した。幼少の頃より聡明で、若くして各地の州知事を歴任した。記憶力が非常に優れており、晩年に至っても重要事項について全てを暗記していて、メモの類を一切必要としなかったという逸話が残っている。タファリ侯（ラス・タファリ）を称号とした。

### 摂政
1916年のクーデター後、メネリク2世の娘で女帝として即位したザウディトゥの皇太子・摂政となり、実権を掌握する。
1924年4月にはヨーロッパ外遊。エチオピアの国際連盟加盟を実現した。当時エチオピアに影響力のあったイタリア王国、イギリス、フランスに対抗するため、アメリカ合衆国、大日本帝国に接近した。

### 皇帝即位

#### 近代化政策
ザウディトゥの崩御後、1930年4月にエチオピア帝国皇帝に即位し、同年11月2日に戴冠式が行われた。1931年7月16日に大日本帝国憲法を範とし、7章55条から成るエチオピア帝国初の成文憲法たる「エチオピア1931年憲法」を制定した。しかしながら、実態は絶対主義的な欽定憲法であり、社会体制そのものの改革には手をつけず、ガバルと呼ばれる小作地制度も温存された。
一方、憲法では建前であったとしても正義、平等、個人の権利の保護の他、行政の効率化と市民の権利保護などについて記していた。近代化政策の一環として省庁の設置なども進めた。省庁設置政策によって、19世紀に導入された官僚制は、全盛期を迎えることとなる。特に教育省によって行われる教育に皇帝は力を入れた。教育政策が進めば、帝国としての中央集権化、帝国内でアムハラ人の持つ力の拡大、強い地域的・民族的意識に関わる言語と文化の教育など、帝国にとって多くの利点があったからである。しかし、国民のニーズに見合うほど教育施設を増やすことができず、識字率の向上も失敗に終わった。近代化自体、政府がエチオピアが持つ根本的な問題に取り組まなかったことで、一定の成果を長く成し遂げることができなかった。
また、近代化のスピードは多くの衝突を生んだ。1930年から1935年までの近代化のペースは異常なまでに早く、さまざまな反乱や暴力沙汰が発生した。エチオピアの伝統というものはすぐ近代化できるほど単純ではなかったわけである。その複雑な伝統を無理やり変えようとしたため、多くの反感を買った。以下、エチオピアの伝統とも呼べる制度を説明する。
半封建制的な国家の生産体制は、数世紀にわたってエチオピア帝国経済の大きな特徴であり続けた。最も重要な生産体制の基礎たる土地は、教会（25％以上）、ハイレ・セラシエ1世のような皇帝と皇族（20％）、封建領主（30％）、国家（18％）によって管理され、およそ2300万人もいたエチオピアの農民はわずか7％のみ土地を保有していた。
土地を所有していない農民は小作制度のもとで、生産物の75％を地主に奪われた。18世紀末から19世紀初頭にかけては、農業は奴隷によって労働力を補うことが当たり前で、土地を持たない小作人は悲惨な生活を強いられていた。自発的に地主の基で労働しない小作人は反逆者とみなされ、その後、牢獄に入れられたり、鞭打たれたり、その他の処罰を受けた。
このような旧時代的な制度と近代化政策という政府の矛盾に、国民は「近代化政策をしているのに、実態は変わっていない」というイメージを抱いた。

#### 帝国主義との戦い
1934年の「ワルワル事件」を経て1935年10月3日にファシスト党のベニート・ムッソリーニ率いるイタリア王国が「アドワの報復」を掲げてエチオピアに進攻、第二次エチオピア戦争が勃発した。国際連盟でエチオピアはイタリアへの強制措置を訴えるもイギリスとフランスの対応が誠意を欠いたものであったために限定的な経済制裁しか行われず、翌1936年3月のマイチァウの戦いでイタリア軍は毒ガスを用いて帝国親衛隊を含むエチオピア軍を壊滅させる。
5月1日にイタリア軍が首都アディスアベバに到達すると翌日、皇帝ハイレ・セラシエ1世は鉄道でフランス領であったジブチに向かい、ジブチを経由して亡命先のイギリスに向かった。
同年6月3日、ハイレ・セラシエはロンドンに到着。駅から宿舎のプリンス・ゲートまでの沿道は、皇帝を一目見ようとする市民で埋まった。
その間、5月5日にムッソリーニがエチオピア併合を宣言して戦争は終結した。同年6月30日、ジュネーブで開催された国際連盟総会に出席。総会はイタリアへの制裁の撤回を確認するもので、ハイレ・セラシエはエチオピアの主張とイタリアに屈した各国を非難する演説を行った。なお、君主が国際連盟の総会に出席した初のケースとなった。
1936年から1941年までのエチオピアはイタリア領東アフリカ帝国としてファシスト・イタリアに統治された。1939年の第二次世界大戦勃発後、東アフリカ戦線 (第二次世界大戦)にて枢軸国のイタリア軍と連合国のイギリス軍の激戦を経て、1941年にエチオピアはイギリス軍に解放され、5月5日に皇帝ハイレ・セラシエ1世は凱旋帰国した。

### 専制
1945年の第二次世界大戦終結後は、かつて国際連盟で自身が訴えた集団安全保障の実践として朝鮮戦争の国連軍にエチオピア軍を参加させた。また、コンゴ動乱ではコンゴ国連軍に真っ先に参加した国の1つであった。

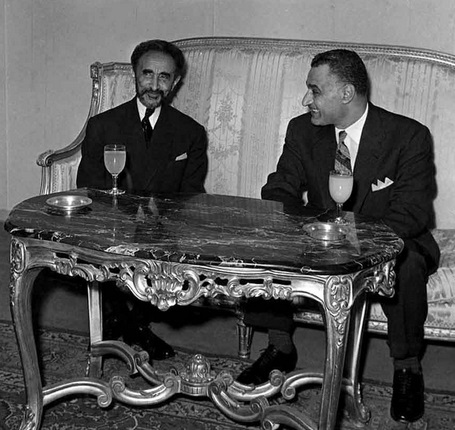
アディスアベバでエジプトのガマール・アブドゥル＝ナーセルと会談するハイレ・セラシエ1世（1963年）

外交面では朝鮮戦争に参戦するなど冷戦構造の中で西側寄りながら、ソビエト連邦や中華人民共和国のような東側の国々とも国交を築き、1955年のバンドンのアジア・アフリカ会議や1961年のベオグラードの非同盟諸国首脳会議に出席して非同盟中立を掲げ、1963年にはアディスアベバで西側寄りのアフリカ諸国であるモンロビア・グループと東側寄りのアフリカ諸国であるカサブランカ・グループを汎アフリカ主義に基づいてまとめあげたアフリカ統一機構（OAU、現在のアフリカ連合）の初代議長に就き、アラブ諸国とは同じ第三世界として連携しつつイスラエルとも歴史的な繋がりから軍事協力を行っていた。国際的に孤立していたラテンアメリカの黒人国家ハイチの独裁者であったフランソワ・デュヴァリエは外国指導者のハイチ訪問を唯一ハイレ・セラシエ1世にだけ認めた。内政面では憲法改正、軍の近代化などの改革を行うが、依然として専制政治を続けて権力分立はされず、議会に政党を認めず、封建体制を維持したため、経済面は発展せず国民の生活は悪化の一途を辿り、1960年代の国民一人当たりの年間所得は平均わずか70ドルという世界最貧国の一つに転落するなどさまざまな矛盾を国内に生み出していた。1960年には、皇太子アスファを擁立した陸軍近衛部隊のクーデター未遂事件（1960年エチオピアクーデター未遂事件）が発生する。
特に、1970年頃からの深刻な飢饉（ウォロ飢饉）と、スエズ運河閉鎖による原油価格高騰から来るインフレの悪化は国民生活を苦しめ、一部支配層の農作物の隠匿から餓死者が農村部で増加するなど、エチオピア社会は大混乱となったが、皇帝は何ら対応策を取らず、逆に飢饉を隠蔽するなど、国際社会の非難を浴びた。
1973年以降、ストライキやデモが頻発し、エリトリアでは反乱が発生し、事態は悪化の一途を辿った。折悪しくも、皇帝が宮殿内に飼育しているペットのライオンに肉を与えている写真が発表され、深刻な食糧難に苦しむ国民を激怒させた。1973年9月には皇帝の孫イスカンデル・テスタ海軍副総督が、銃を突きつけて退位を迫る事件が起こり、皇帝の権威は政府内部でも著しく低下した。

### 退位・死去
1974年には皇帝自身による不正が発覚するなど、国内における権威は地に堕ち、同年2月には軍が反乱を起こし、帝政打倒の声が高まった。皇帝はエンデルカチュ・マコンネンを首相に任命し、立憲君主制への移行や土地改革などを公約するが、時すでに遅く、民衆によるゼネスト、デモ、若手将校を中心とする改革集団「軍部調整委員会」の成立、軍部による政府要人の拘束などが公然と行われた。これらの武力闘争を「エチオピア革命」と呼ぶ。
同年8月19日、国軍が“皇帝が諸悪の根源だ“として公然と批判、8月26日は新聞が一斉に「皇帝を倒せ」と主張し始め独裁の地盤は崩れた。そんな騒然とした雰囲気の1974年9月2日早朝、皇帝はアディスアベバの宮殿内で陸軍のクーデターにより逮捕・廃位され、軟禁中の1975年8月27日に旧メネリク宮殿のベッドで死去したとされた。また、1997年にエチオピア当局は廃位直後に射殺されたと発表（犯人はメンギスツという説もある）。

### 死後
長らく遺骨は行方不明であったが、メンギスツ政権崩壊後の1992年に旧宮殿敷地内から発掘され、2000年にアディスアベバの至聖三者大聖堂内の墓地に埋葬された。
なお、息子のアスファは妹等と共にアメリカのニューヨーク州に逃れ、慎ましく過ごすこととなり、1989年には皇帝アムハ・セラシエ1世を称したが、1997年にバージニア州で死去している。アスファの息子ゼラ・ヤコブは現在、エチオピアのアディスアベバに戻って居住している。
アディスアベバのアフリカ連合本部前にはそのアフリカ独立運動とアフリカ統一運動への功績を称えてハイレ・セラシエ1世の銅像が設置されている。

## ラスタファリアン

ユダの獅子をあしらったエチオピア帝国の皇室旗

ハイレ・セラシエ1世自身はエチオピア正教徒であったが、ジャマイカを中心とする黒人運動であるラスタファリ運動においては神ヤハウェ（ジャー）の化身であり、地上における三位一体の一部であると信じられている。
ボブ・マーリーの楽曲「Exodus」でも、「ムーブメント・ジャー・ピープル」という歌詞があるが、このジャーもハイレ・セラシエ1世を指している。
1927年、ジャマイカの汎アフリカ主義運動家、マーカス・ガーヴィーが「黒人の王が即位する時のアフリカを見よ。その人こそ救世主となるだろう。」と予言したため、その3年後に即位したハイレ・セラシエ1世は南北アメリカ大陸の黒人達から、アフリカ大陸を統一し、離散した黒人のアフリカ帰還を告げる救世主として崇められるようになった。ハイレ・セラシエ1世は即位前の名をラス・タファリ・マッコウネンと言い、この名前を取って崇拝者たちのことをラスタファリアンと呼ぶ。レゲエのボブ・マーリーを始めとしたジャマイカの音楽家にはラスタファリアンも多かった。
1966年にハイレ・セラシエ1世がジャマイカを訪れたときには民衆の熱狂的な歓迎を受け、皇帝自身が動揺するほどだった。
エチオピア南部の街シャシャマネのマルカウォディャ地区には、皇帝からその地を与えられたジャマイカ移民約200人が、エチオピア人のラスタファリアン約200人と共に住んでいる。

## 日本に関するエピソード
1934年に甥であるリジ・アラヤ・アベベ皇太子（-2002）と、当時イタリアと同盟関係にあった日本の黒田広志子爵の次女雅子との縁談があったが、エチオピアを狙うベニート・ムッソリーニの干渉により破談になった。
ハイレ・セラシエは1956年11月に戦後初めて日本を訪れた国家元首の国賓であり、1940年の満州国皇帝・溥儀以来の大がかりな祝宴を張って日本から歓迎された。
また、1970年5月23日から28日にかけ（大阪万博観覧のため）の際も来日していた。

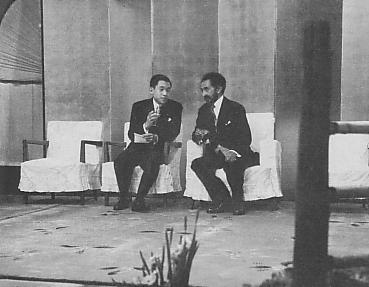
1956年（昭和30年）11月、当時皇太子だった明仁親王（当時）との会談
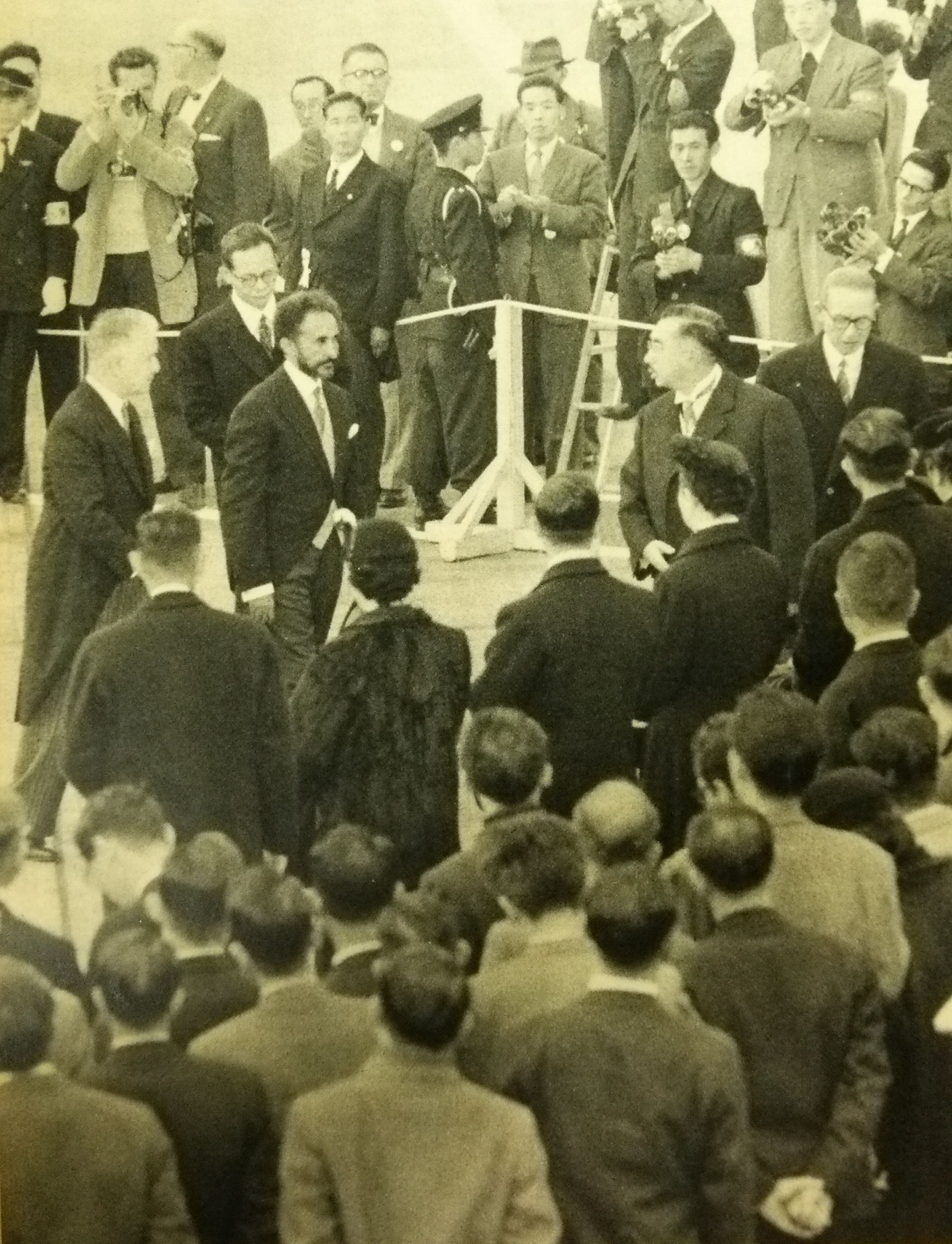
1956年11月19日の来日時、羽田空港で昭和天皇に出迎えられるハイレ・セラシエ

## 画像

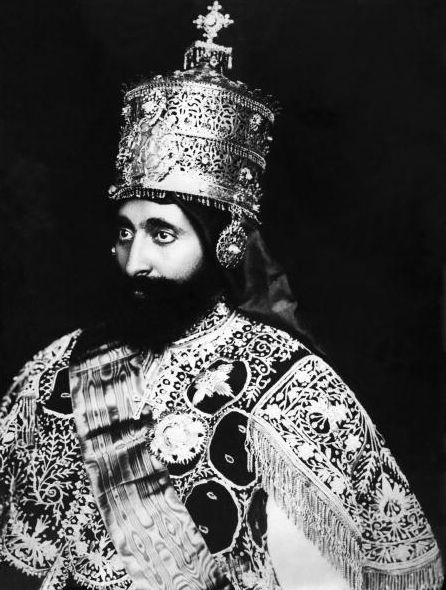
戴冠式でのハイレ・セラシエ1世（1930年）
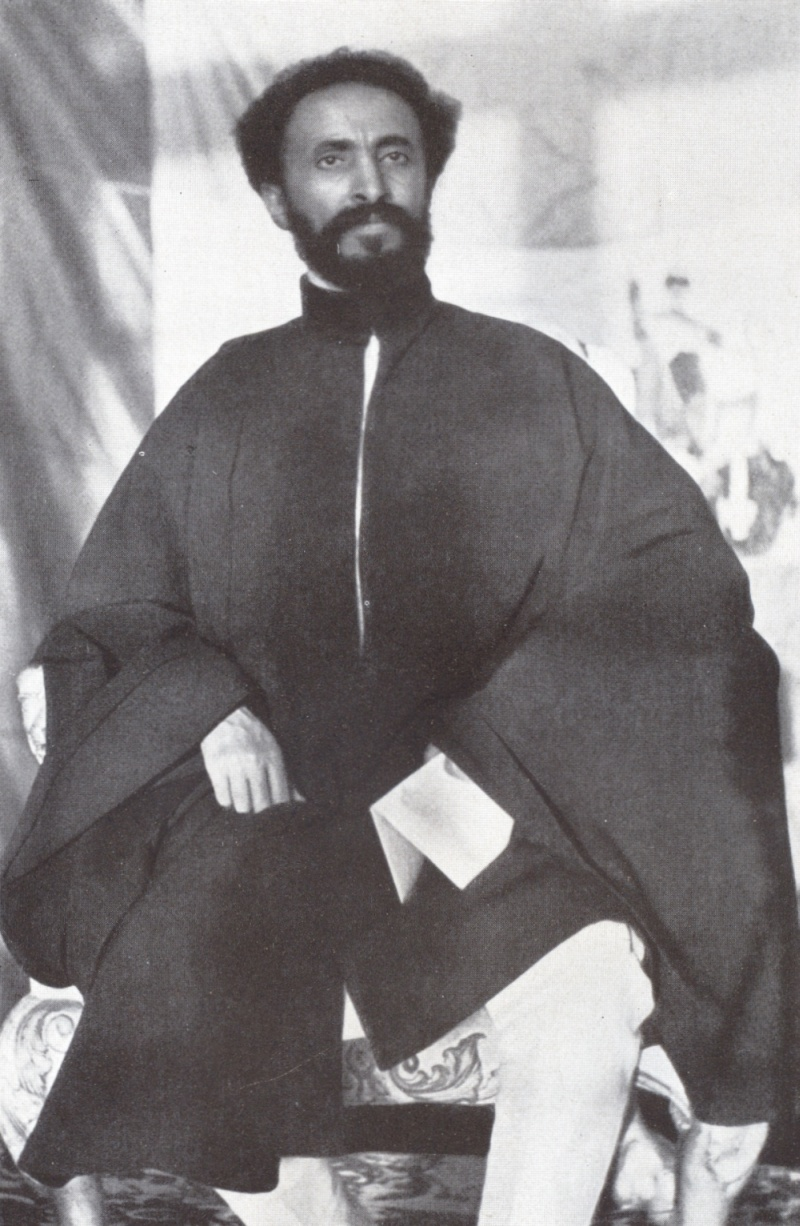
1934年撮影
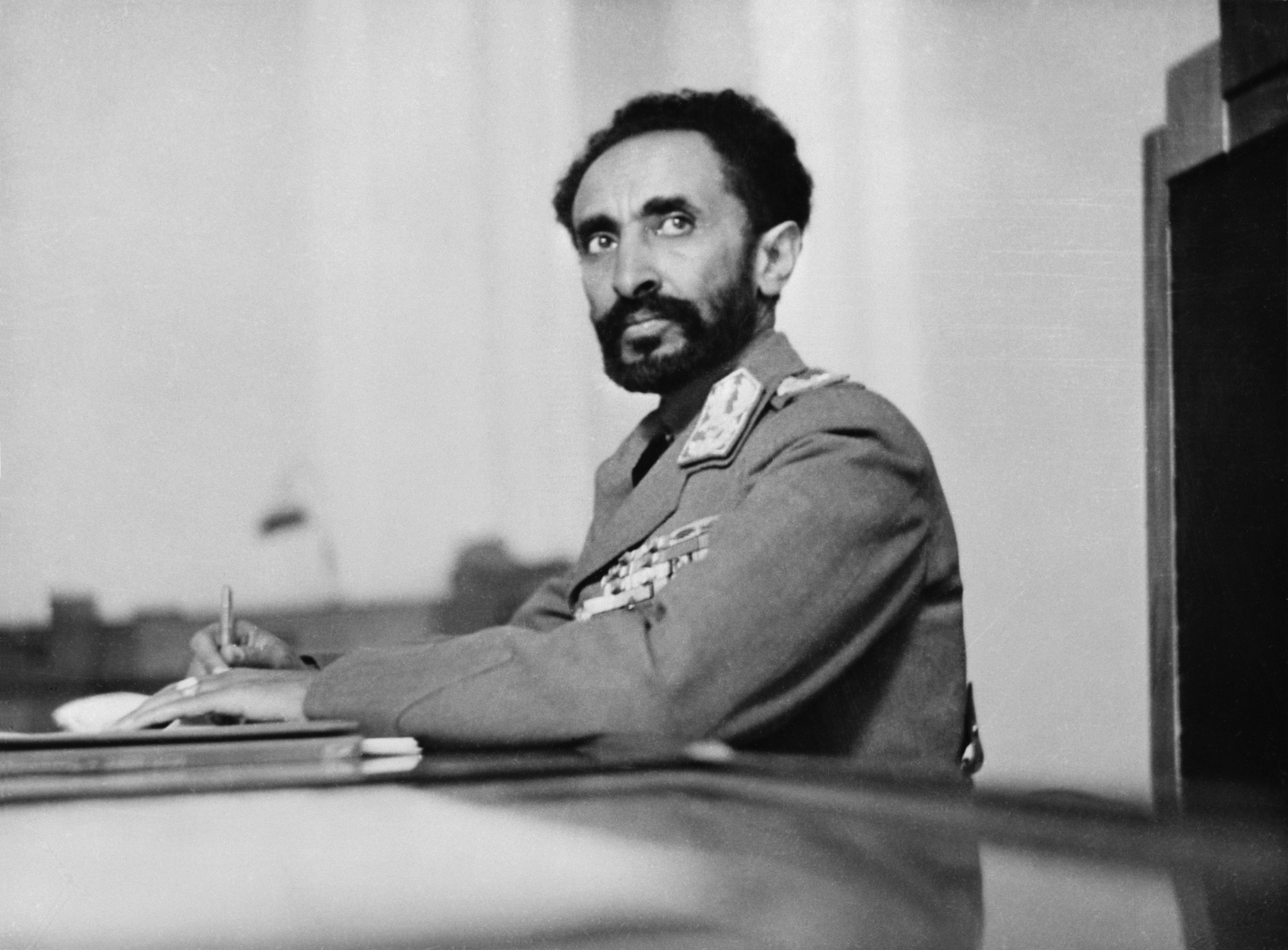
1942年撮影
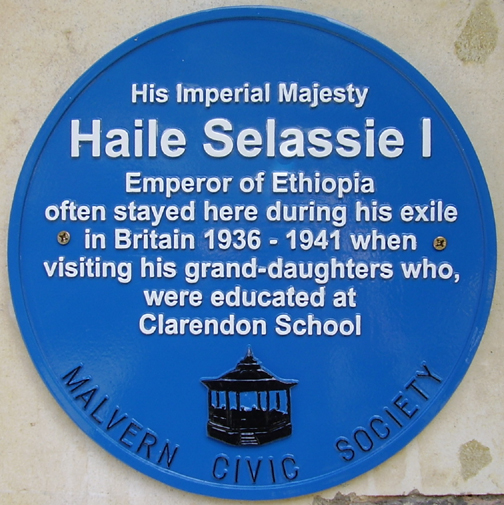
マルバーンのホテルにあるブルー・プラーク
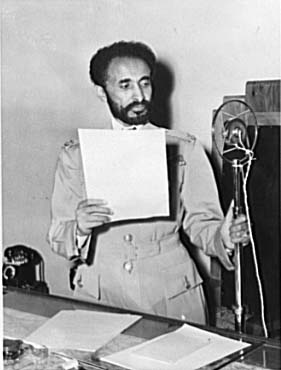
ラジオ放送中の姿
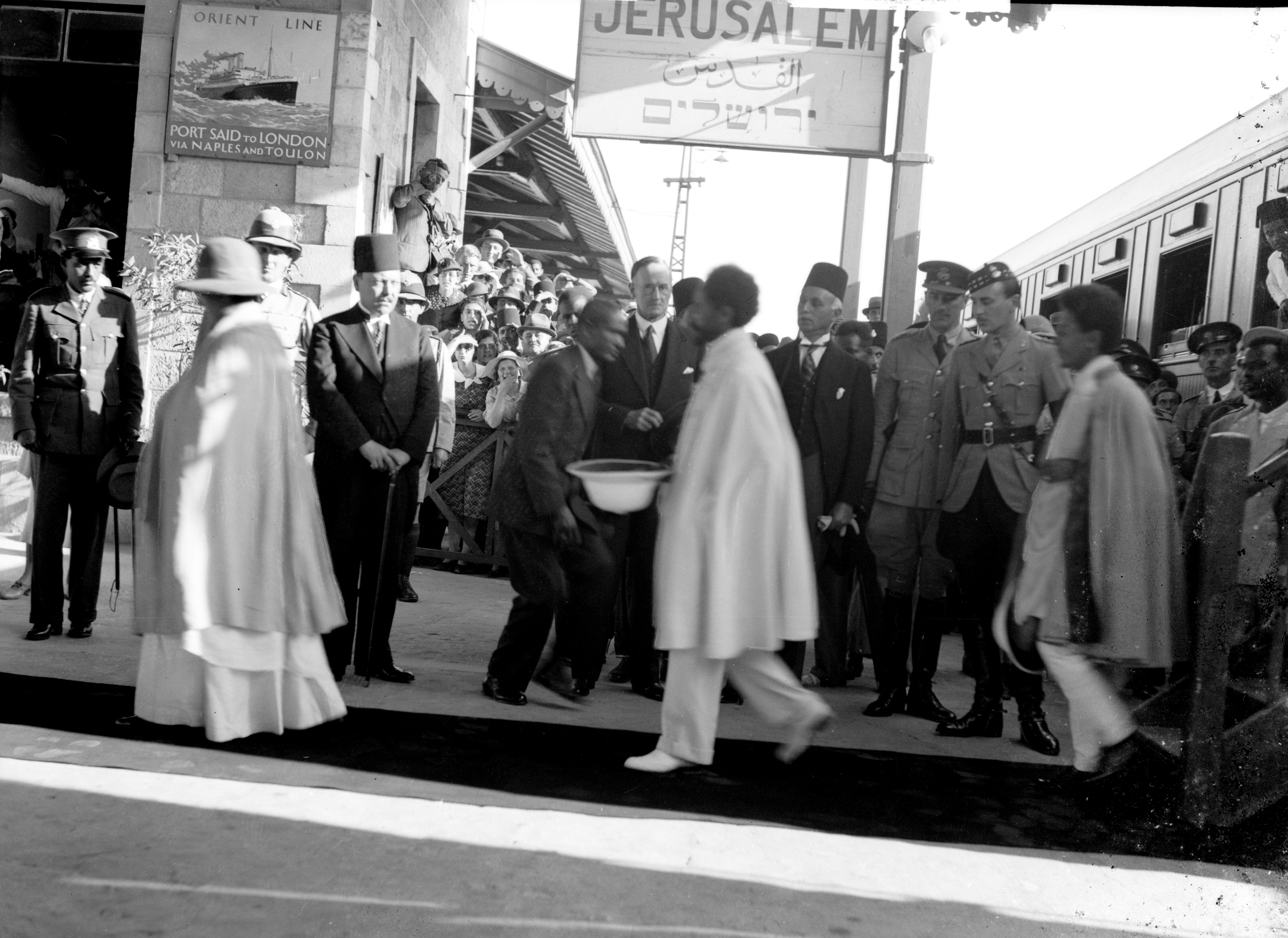
エルサレムを訪問したハイレ・セラシエ1世
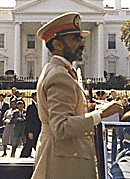
アメリカ合衆国の首都ワシントンD.C.を訪問するハイレ・セラシエ1世（1963年）
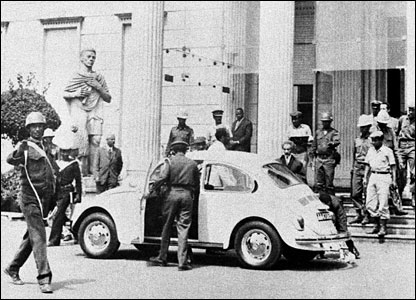
廃位され、宮殿から連行されるハイレ・セラシエ1世（1974年9月12日）
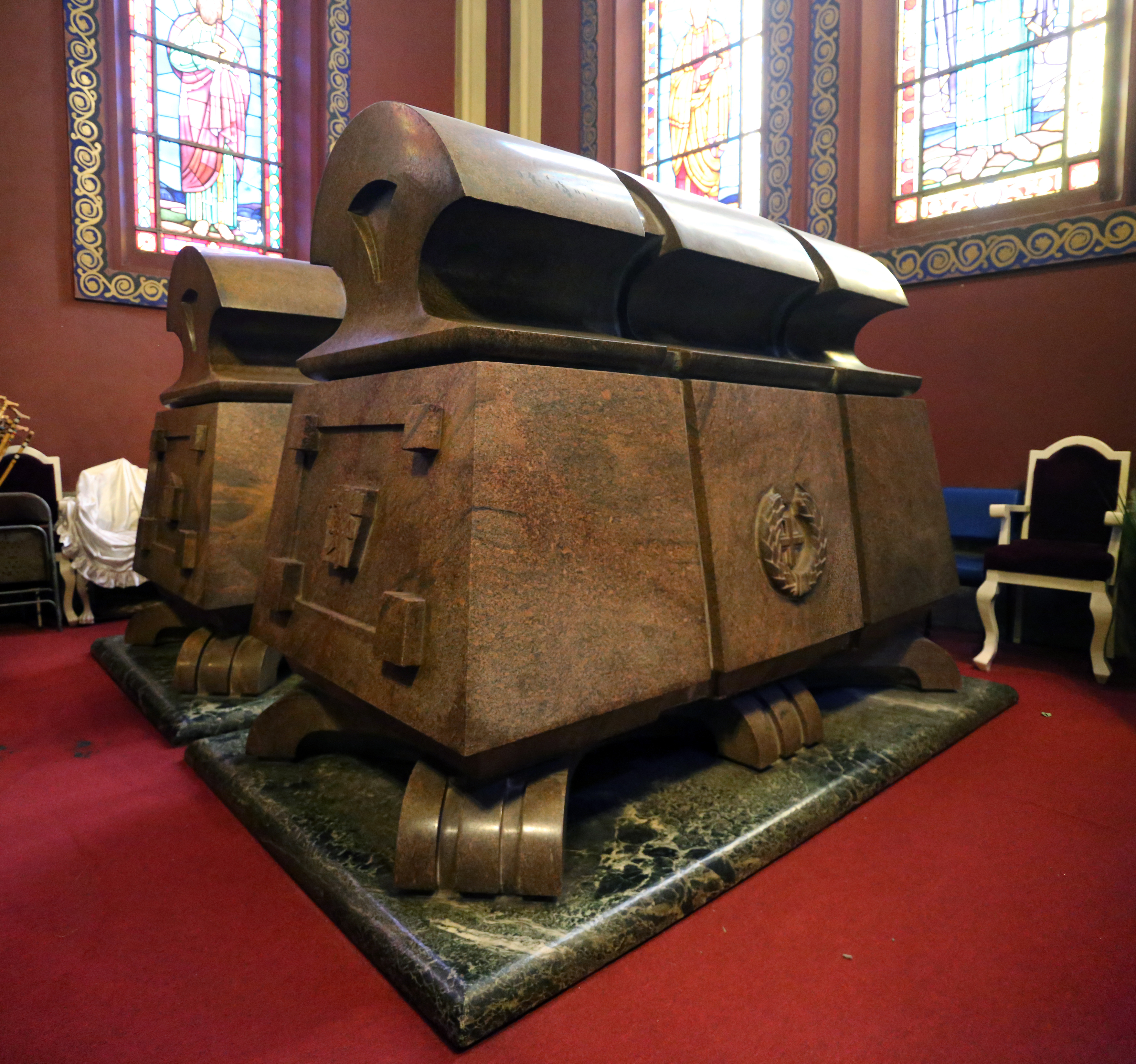
ハイレ・セラシエ1世の棺

## 脚註
1. ↑  Ghai, Yash P. (2000), Autonomy and Ethnicity: Negotiating Competing Claims in Multi-Ethnic States. Cambridge University Press. ISBN 0-52178642-8, p. 176.
2. ↑  岡倉登志『エチオピアの歴史』明石書店、東京、1999年10月20日、初版第一刷発行、163-164頁。
3. ↑  岡倉登志、北川勝彦『日本 - アフリカ交流史――明治期から第二次世界大戦まで』同文館、東京、1993年10月15日初版発行、58-59頁。
4. ↑  古川哲史「結びつく二つの「帝国」――大正期から昭和初期にかけて」『エチオピアを知るための50章』岡倉登志編著、明石書店〈エリア・スタディーズ68〉、東京、2007年12月25日、初版第1刷、302-303頁。
5. ↑  小項目事典,世界大百科事典内言及, 日本大百科全書(ニッポニカ),ブリタニカ国際大百科事典. “エチオピア革命(えちおぴあかくめい)とは？ 意味や使い方”. コトバンク. 2024年6月18日閲覧。
6. ↑  Joshua, Israel (2023年12月13日). “Haile Selassie: Pioneering Face of Ethiopia's Freedom And Unity” (英語). African Collective. 2024年6月19日閲覧。
7. 1 2  Gilkes 1975, p. 88.
8. 1 2 3  Gilkes 1975, p. 97.
9. ↑  Keller 1991, p. 9.
10. ↑  Gilkes 1975, p. 265.
11. ↑  Keller 1991, p. 4.
12. 1 2  Gupta, Vijay (1978). “The Ethiopian Revolution: Causes and Results”. India Quarterly 34 (2):  158–174. doi:10.1177/097492847803400203. ISSN 0974-9284. JSTOR 45071379.
13. ↑  Keller 1991, p. 5.
14. ↑  イタリア軍、首都アジス・アベバを占領『大阪毎日新聞』昭和11年5月2日
15. ↑  亡命の皇帝、ロンドン入り『大阪毎日新聞』昭和11年6月5日夕刊
16. ↑  ムッソリーニ首相、エチオピア併合宣言『東京朝日新聞』昭和11年5月7日夕刊
17. ↑  岡倉登志『エチオピアの歴史』明石書店、東京、1999年10月20日、初版第一刷発行、207-229頁。
18. ↑  エチオピア皇帝、総会で悲憤の演説『大阪毎日新聞』昭和11年7月2日夕刊（『昭和ニュース事典第5巻 昭和10年-昭和11年』本編p179 昭和ニュース事典編纂委員会 毎日コミュニケーションズ刊 1994年）
19. ↑  Nathaniel, Ras (2004). 50th Anniversary of His Imperial Majesty Haile Selassie I. Trafford Publishing. ISBN 1412037026. p. 30.
20. ↑  “The Congo Crisis” (2014年5月28日). 2017年1月5日閲覧。
21. ↑  "Haile Selassie of Ethiopia Dies at 83". New York Times. August 28, 1975.
22. ↑  “Ethiopia and China Political and Economic Relations: Challenges and prospects after 1991”.   Gedion Gamora. 2011年7月7日時点のオリジナルよりアーカイブ。2017年9月19日閲覧。
23. ↑  中村弘光 『アフリカ現代史IV』 山川出版社〈世界現代史16〉、東京、1982年12月。p186
24. ↑  Iyob, Ruth. The Eritrean Struggle for Independence: Domination, Resistance, Nationalism, 1941-1993. African studies series, 82. Cambridge: Cambridge University Press, 1995. p. 108
25. ↑  Pateman, Roy. Eritrea: even the stones are burning. Lawrenceville, NJ [u.a.]: Red Sea Press, 1998. pp. 96–97
26. ↑  Lefebvre, Jeffrey Alan. Arms for the Horn: U.S. Security Policy in Ethiopia and Somalia, 1953-1991. Pitt series in policy and institutional studies. Pittsburgh, Pa: University of Pittsburgh Press, 1991. p.
27. ↑  Lata, Leenco. The Ethiopian State at the Crossroads: Decolonisation and Democratisation or Disintegration? Lawrenceville, N.J. [u.a.]: Red Sea, 1999. pp. 95–96
28. ↑  Spencer, John H. Ethiopia at Bay: A Personal Account of the Haile Selassie Years. [S.l.]: Tsehai Pub, 2006. pp. 322–323
29. ↑  Elizabeth Abbott, Haiti: An insider's history of the rise and fall of the Duvaliers. Simon & Schuster (1988), p. 139
30. ↑  Patrick E. Bryan, The Haitian revolution and its effects.
31. ↑  天声人語『朝日新聞』昭和49年9月9日朝刊、13版、1面
32. ↑  アフリカ協会（編）、1975年11月10日「アフリカの動き・日本の動き(1)」『Africa』15巻（11号）、アフリカ協会、48頁。
33. ↑  “African leaders unveil statue of Ethiopia's last emperor”. ABCニュース. (2019-02-10) 2019年4月9日閲覧。.
34. ↑  小西 2007, p. 183.
35. ↑  Haile Selassie in Jamaica: Color Photos From a Rastafari Milestone（英語）  |Time.com, Ben Cosgrove, Jul 10, 2014.
36. ↑  祝田 2022, p. 114.
37. ↑  古川哲史「第45章　多様化する日-エ関係――第二次世界大戦後」『エチオピアを知るための50章』岡倉登志編著、明石書店〈エリア・スタディーズ68〉、東京、2007年12月25日、初版第1刷、317頁。ISBN 978-4-7503-2682-5
38. ↑  エチオピアから皇帝『朝日新聞』昭和45年（1970年）5月21日朝刊 12版 2面

### 伝記（日本語訳）
- リシャルト・カプシチンスキー（著）『皇帝ハイレ・セラシエ : エチオピア帝国最後の日々』山田一廣訳、筑摩書房、1986年3月。ちくま文庫、1989年4月。著者はポーランドの作家
- ユゲット・ペロル『獅子は斃された - エチオピア革命と愛』瀧川好庸訳、中央公論社、1987年。著者はフランスの作家